# 클라우드 데이터베이스
클라우드 데이터베이스(cloud database)는 일반적으로 클라우드 컴퓨팅 플랫폼에서 실행되는 데이터베이스이다. 데이터베이스에 대한 액세스는 서비스로 제공된다. 두 가지 일반적인 배포 모델이 있다. 사용자는 가상 머신 이미지를 사용하여 클라우드에서 독립적으로 데이터베이스를 실행하거나 클라우드 데이터베이스 공급자가 유지 관리하는 데이터베이스 서비스에 대한 액세스 권한을 구매할 수 있다. 클라우드에서 사용할 수 있는 데이터베이스 중 일부는 SQL 기반이고 일부는 NoSQL 데이터 모델을 사용한다.
데이터베이스 서비스는 데이터베이스의 확장성과 고가용성을 관리한다. 데이터베이스 서비스는 기본 소프트웨어 스택을 사용자에게 투명하게 만든다.

## 배포 모델
클라우드 플랫폼에서 데이터베이스를 구동하기 위한 주된 방식은 두 가지가 있다:
가상 머신 이미지
클라우드 플랫폼을 통해 사용자는 제한된 시간 동안 가상 머신 인스턴스를 구매할 수 있으며, 이러한 가상 머신에서 데이터베이스를 실행할 수 있다. 사용자는 데이터베이스가 설치된 자신의 머신 이미지를 업로드하거나 최적화된 데이터베이스 설치가 이미 포함된 기성 머신 이미지를 사용할 수 있다.
서비스형 데이터(Database-as-a-service, DBaaS)
서비스 모델로서의 데이터베이스를 사용하면 사용자는 서비스 및 컴퓨팅 리소스에 대해 클라우드 공급자에게 요금을 지불하므로 데이터베이스를 개발하고 관리하는 데 필요한 비용과 노력이 줄어든다. 사용자에게는 데이터베이스 인스턴스를 생성 및 관리하고 사용자를 제어할 수 있는 도구가 제공된다. 일부 클라우드 제공업체는 데이터베이스 구조와 데이터를 관리하는 도구도 제공한다. 많은 클라우드 공급자는 관계형(Amazon RDS, SQL Server) 및 NoSQL(MongoDB, Amazon DynamoDB) 데이터베이스를 모두 제공한다. 이는 일종의 서비스형 소프트웨어(SaaS)이다.

## 같이 보기
- 클라우드 컴퓨팅
- 클라우드 스토리지
- 관계형 데이터베이스